# مصعب (اسم)
مصعب هو اسم علم مذكر من أصل عربي.

## الأصل اللغوي
وهو اسم مفعول من الفعل: صعب. ومصعب: العسير المعقد، وقيل: الفحل لم يَرُض. وقيل: الفحل لم يركب زمنًا، فصار صعبًا. والمصاعب: الشدائد.

## شخصيات تحمل الاسم
- مصعب بن عمير (صحابي جليل عقد 680 – 625)
- مصعب بن الزبير (تابعي مشهور القرن 7 – 691)
- مصعب البطاط (لاعب كرة قدم فلسطيني، 12 نوفمبر 1993 – )
- مصعب العتيبي (لاعب كرة قدم سعودي، 3 مارس 1992 – )
- مصعب الكندري (لاعب كرة قدم كويتي، 11 يناير 1985 – )
- مصعب اللحام (لاعب كرة قدم أردني، 20 مايو 1991 – )
- مصعب بلحوس (لاعب كرة قدم سوري، 5 أكتوبر 1983 – )
- مصعب حسن يوسف (كاتب سير ذاتية فلسطيني، 5 مايو 1978 – )
- مصعب عبد المجيد (لاعب كرة قدم قطري، 9 فبراير 1993[2] – )
- مصعب محمود الحسن (لاعب كرة قدم سوداني، 12 أبريل 1983 – )

## وصلات خارجية
- موسوعة السلطان قابوس لأسماء العرب